# Geoblocking
Il geoblocking (o geolocking) è una tecnologia che limita l'accesso ai contenuti Internet in base alla posizione geografica dell'utente. In uno schema di geo-blocking, la posizione dell'utente viene determinata utilizzando tecniche di geolocalizzazione su Internet, come il controllo dell'indirizzo IP dell'utente rispetto a una blacklist o whitelist, le interrogazioni GPS nel caso di un dispositivo mobile, gli account e la misurazione del ritardo end-to-end di una connessione di rete per stimare la posizione fisica dell'utente. Il tracciamento della posizione dell'indirizzo IP, un campo di cui è stato pioniere Cyril Houri, l'inventore di uno dei primi sistemi in grado di identificare la posizione geografica di un utente attraverso il suo indirizzo IP, è tipicamente utilizzato per il geo-blocking. Questa tecnologia ha trovato largo impiego nella prevenzione delle frodi, nella pubblicità e nella localizzazione dei contenuti, che sono parte integrante delle applicazioni di geo-blocking.  Il risultato dei controlli viene utilizzato per determinare se il sistema approverà o negherà l'accesso al sito web o a particolari contenuti. La geolocalizzazione può essere utilizzata anche per modificare i contenuti forniti, ad esempio la valuta in cui sono quotati i prodotti, il prezzo o la gamma di prodotti disponibili, oltre ad altri aspetti.
Il termine è più comunemente associato all'uso per limitare l'accesso a contenuti multimediali premium su Internet, come film e spettacoli televisivi, principalmente per motivi di copyright e licenze. Esistono altri usi del geoblocking, come il blocco del traffico dannoso o l'applicazione della discriminazione dei prezzi, l'autenticazione consapevole della posizione, la prevenzione delle frodi e il gioco d'azzardo online (dove le leggi sul gioco d'azzardo variano da regione a regione).

## Giustificazione
La proprietà dei diritti territoriali esclusivi sulle opere audiovisive può variare da una regione all'altra, obbligando i fornitori di contenuti a non consentire l'accesso agli utenti al di fuori della regione designata; ad esempio, sebbene sia un servizio online, HBO Now è disponibile solo per i residenti negli Stati Uniti d'America e non può essere offerto in altri paesi perché la sua rete madre HBO ha già concesso in licenza i diritti esclusivi sulla sua programmazione a diverse emittenti (come in Canada, dove HBO ha concesso in licenza il suo back-catalogue a Bell Media), che possono offrire un proprio servizio simile specifico per la loro regione e il loro modello di business (come Crave). Per ragioni analoghe, anche la libreria di contenuti disponibili sui servizi di video on demand in abbonamento, come Netflix, può variare da una regione all'altra, o il servizio può anche non essere disponibile nel paese dell'utente..
Il geoblocking può essere utilizzato anche per altri scopi. La discriminazione dei prezzi da parte dei negozi online può essere attuata tramite il geo-blocking, costringendo gli utenti ad acquistare prodotti online da una versione straniera di un sito i cui prezzi possono essere inutilmente più alti di quelli della versione nazionale (anche se spesso accade l'inverso). La "tassa sull'Australia" è stata citata come esempio di questo fenomeno, che ha portato a pressioni governative per limitare l'uso del geo-blocking in questo modo nel Paese.
Il geoblocking viene applicato anche per imporre il rispetto di leggi e regolamenti locali. Un esempio significativo è il caso della Ligue contre le racisme et l'antisémitisme et Union des étudiants juifs de France contro Yahoo! (LICRA contro Yahoo!) del 2000. Il Tribunale di grande istanza di Parigi ha stabilito che Yahoo! deve impedire agli utenti francesi di accedere ai suoi siti di aste in cui vengono venduti cimeli nazisti, in violazione dell'articolo R645-1 del Codice penale francese, ed è stato dimostrato che la geolocalizzazione dell'IP può essere utilizzata per filtrare almeno il 90% del traffico proveniente dalla Francia.
Altri usi noti includono il blocco dell'accesso da paesi per i quali un particolare sito web non è rilevante (soprattutto se la maggior parte del traffico proveniente da quel Paese è dannoso), il blocco volontario dell'accesso a contenuti o servizi illegali secondo le leggi locali. Ciò può includere il gioco d'azzardo online e vari siti web internazionali che bloccano l'accesso agli utenti all'interno dello Spazio economico europeo a causa dei timori di responsabilità derivanti dal Regolamento generale sulla protezione dei dati (GDPR).

## Elusione
Il geoblocking può essere aggirato. Quando si utilizza il geoblocking basato sull'indirizzo IP, per eludere i geoblocchi si possono utilizzare servizi di rete privata virtuale (VPN) e di anonimizzazione. Un utente può, ad esempio, accedere a un sito Web utilizzando un indirizzo IP statunitense per accedere a contenuti o servizi non disponibili al di fuori di tale Paese. Hulu, Netflix, Amazon e BBC iPlayer sono tra i servizi video stranieri ampiamente utilizzati con questi mezzi dagli utenti stranieri. La sua popolarità tra gli utenti VPN del Paese ha spinto Netflix a creare ufficialmente una versione australiana del suo servizio nel 2014. In risposta alle lamentele sulla qualità della copertura nazionale da parte della NBC e al requisito di essere abbonati a un provider televisivo a pagamento per accedere ai contenuti online, un gran numero di spettatori americani ha utilizzato i servizi VPN per guardare in streaming la copertura online straniera delle Olimpiadi estive del 2012 e invernali del 2014 da parte di emittenti britanniche e canadesi. A differenza della copertura della NBC, questa copertura straniera utilizzava solo un geo-blocco e non richiedeva un abbonamento televisivo.
Tuttavia, molti servizi, tra cui Netflix, Hulu,  e persino Wikipedia,  hanno implementato misure per riconoscere e limitare o bloccare l'uso delle VPN, identificando gli indirizzi IP associati a tali servizi. Questo limita la possibilità degli utenti di accedere a contenuti geo-bloccati attraverso le VPN o gli anonimizzatori.
Nel 2009, il Venezuela ha sovvenzionato il lancio del satellite per le comunicazioni Venesat-1, in parte per amplificare la programmazione di Telesur, consentendole di evitare i tentativi di geo-blocking da parte di DirectTV, una società americana.
Nel 2013, il provider di servizi Internet neozelandese Slingshot ha introdotto una funzione simile nota come “modalità globale”; inizialmente destinato ai viaggiatori per consentire l'accesso ai siti web locali bloccati in Nuova Zelanda, il servizio è stato rilanciato nel luglio 2014 come funzione per tutti gli abbonati Slingshot. Il rilancio, incentrato sui consumatori, si è concentrato sulla capacità di fornire l'accesso ai servizi video online statunitensi. A differenza dei servizi VPN configurati manualmente, la modalità globale è stata implementata passivamente a livello di ISP ed è stata attivata automaticamente sulla base di una whitelist, senza ulteriori interventi da parte dell'utente.

## Legalità dell'elusione per i video online
La legalità dell'aggiramento del geo-blocking per accedere a servizi video stranieri in base alle leggi locali sul diritto d'autore non è chiara e varia da paese a paese.  Alcuni membri dell'industria dell'intrattenimento (tra cui emittenti e studios) hanno sostenuto che l'uso di VPN e servizi simili per eludere il geo-blocking da parte dei servizi video online è una violazione delle leggi sul diritto d'autore, in quanto il servizio straniero non detiene i diritti di rendere disponibili i propri contenuti nel Paese dell'utente, violando e minando i diritti detenuti da un titolare locale. L'accesso ai servizi di video online dall'esterno del Paese in cui operano è generalmente considerato una violazione delle rispettive condizioni d'uso; alcuni servizi hanno implementato misure per bloccare gli utenti di VPN, nonostante l'uso legittimo di tali servizi proxy, con l'ipotesi che li utilizzino per eludere il filtraggio geografico.
Le e-mail trapelate dall'hack di Sony Pictures Entertainment hanno rivelato le dichiarazioni di Keith LeGoy, presidente della distribuzione internazionale di Sony Pictures Television, che ha descritto l'utilizzo internazionale di Netflix tramite servizi VPN come una pirateria "semi-sanzionata" che ha contribuito ad aumentare illecitamente la sua quota di mercato, e ha criticato l'azienda per non aver adottato ulteriori misure per impedire l'utilizzo del servizio al di fuori delle regioni in cui dispone di licenze per i propri contenuti, come ad esempio il rilevamento degli utenti non idonei tramite il loro metodo di pagamento.  Il 14 gennaio 2016, Netflix ha annunciato l'intenzione di rafforzare le misure per impedire agli abbonati di accedere a versioni regionali del servizio che non sono autorizzati a utilizzare.

### Australia
In Australia, una policy pubblicata nelle FAQ dall'allora Ministro delle Comunicazioni Malcolm Turnbull afferma che gli utenti che violano un "accordo commerciale internazionale per proteggere il copyright in diversi paesi o regioni" non agiscono al di fuori della legalità, ai sensi della legge australiana sul copyright.[23] Tuttavia, un emendamento alla legge australiana sul copyright consente ai tribunali di ordinare il blocco dei siti web che si impegnano principalmente a "facilitare" la violazione del copyright- una definizione che potrebbe includere i servizi VPN che si commercializzano specificamente allo scopo di eludere il geo-blocking. Prima dell'approvazione di questo emendamento nel giugno 2015, Turnbull ha riconosciuto che i servizi VPN hanno "un'ampia gamma di usi legittimi, non ultimo il mantenimento della privacy - cosa che ogni cittadino ha il diritto di assicurarsi - e [i fornitori di VPN] non hanno alcuna supervisione, controllo o influenza sulle attività dei loro clienti".

### Unione Europea
Il 6 maggio 2015, l'Unione Europea ha annunciato l'adozione della strategia per il Mercato Unico Digitale che, tra gli altri cambiamenti, avrebbe mirato a porre fine all'uso di geoblocchi "ingiustificati" tra i Paesi dell'UE, sostenendo che "troppi europei non possono utilizzare servizi online che sono disponibili in altri Paesi dell'UE, spesso senza alcuna giustificazione; oppure vengono reindirizzati verso un negozio locale con prezzi diversi. Una simile discriminazione non può esistere in un mercato unico". Tuttavia, le proposte pubblicate dalla Commissione europea il 25 maggio 2016 hanno escluso da questa strategia le licenze territoriali delle opere audiovisive protette da copyright.
Il 1º aprile 2018 sono entrate in vigore le nuove norme sulla portabilità dei media digitali, che impongono ai servizi di media digitali a pagamento di offrire il roaming all'interno dell'UE. Ciò significa che, ad esempio, un abbonato a Netflix in un Paese dell'UE deve essere in grado di accedere alla versione del servizio del proprio Paese quando viaggia in altri Paesi dell'UE.
L'Unione Europea ha approvato il Regolamento sulle misure per combattere il geoblocking ingiustificato e altre forme di discriminazione basate sulla cittadinanza, il luogo di residenza o l'ubicazione di una persona nel mercato interno, che è entrato in vigore il 3 dicembre 2018.
Il regolamento sul geoblocking mira a fornire più opzioni ai consumatori e alle imprese nel mercato interno dell'UE. Affronta il problema che i (potenziali) clienti non possono acquistare beni e servizi da venditori situati in un altro Stato membro per motivi legati alla loro cittadinanza, al luogo di residenza o all'ubicazione, e quindi li discrimina quando cercano di accedere alle migliori offerte, prezzi o condizioni di vendita rispetto ai cittadini o ai residenti dello Stato membro dei venditori.
Le nuove regole si applicano solo se la controparte è un consumatore o un'azienda che acquista servizi o prodotti esclusivamente per uso finale (B2C, B2B). La normativa sul geoblocking non si applica se i prodotti sono venduti a clienti aziendali per scopi commerciali. L'ordinanza sul geoblocking non vieta completamente il geoblocking e la geodiscriminazione: ne vieta solo alcune forme.
Le norme sul geoblocking vietano il geoblocking e la geodiscriminazione in tre situazioni:
1. Non è consentito negare l'accesso al sito web ai visitatori o reindirizzarli automaticamente a un altro sito web in base alla loro posizione. Il reindirizzamento è consentito solo con il consenso del visitatore. Regole simili si applicano anche alle app: devono poter essere scaricate e utilizzate in tutta l'UE.
2. Le regole si applicano ai mezzi di pagamento accettati sul sito. Un metodo di pagamento non può essere rifiutato perché il cliente o la sua banca si trovano in un altro Stato membro dell'UE o perché il mezzo di pagamento è stato emesso in un altro Stato membro dell'UE. Sono vietati anche altri termini di pagamento e costi di transazione più elevati.
3. In alcune situazioni, non è più consentito applicare altre condizioni generali ai clienti stranieri:
  1. quando si forniscono servizi digitali come servizi cloud e web hosting;
  2. quando si forniscono servizi in un luogo fisico, come il noleggio di automobili o la vendita di biglietti per un evento;
  3. quando si vendono merci e si offre di consegnarle in un'area specifica o di ritirarle in un luogo specifico (ad esempio, un negozio).

Il divieto di discriminazione diretta o indiretta sulla base della cittadinanza è un principio fondamentale del diritto dell'UE. Nelle situazioni non contemplate dal presente regolamento, può essere applicato l'articolo 20 (2) della direttiva sui servizi (2006/123 / CE). Secondo questa disposizione, i venditori possono applicare una differenza di trattamento basata sulla nazionalità o sul luogo di residenza solo se giustificata da criteri oggettivi. In alcuni casi, può essere applicata anche la legislazione specifica del settore (come i trasporti o la sanità) che affronta la questione. Inoltre, il regolamento non incide sulle norme del TFUE, comprese quelle sulla non discriminazione.

### Nuova Zelanda
Nell'aprile 2015, un gruppo di società di media neozelandesi -tra cui MediaWorks, Spark, Sky Network Television e TVNZ- ha inviato congiuntamente comunicazioni di cessazione e desistenza a diversi ISP che offrivano servizi VPN allo scopo di eludere il geo-blocking, chiedendo loro di impegnarsi a interrompere l'operatività di tali servizi entro il 15 aprile 2015 e di informare i propri clienti che tali servizi sono "illegali". Le società hanno accusato gli ISP di aver favorito la violazione del diritto d'autore, violando i loro diritti territoriali esclusivi sui contenuti nel Paese, e di aver travisato la presunta legalità dei servizi nel materiale promozionale. In particolare, Spark ha sostenuto che l'uso di VPN per accedere a servizi di video on demand stranieri stava cannibalizzando il suo servizio nazionale Lightbox. Almeno due provider minori (Lightwire Limited e Unlimited Internet) hanno annunciato che avrebbero ritirato i loro servizi VPN in risposta alle preoccupazioni legali. Tuttavia, CallPlus, la società madre di Slingshot e Orcon, ha contestato le affermazioni, sostenendo che il servizio Global Mode era "completamente legale" e ha accusato le emittenti di mostrare protezionismo. Più tardi, nel corso del mese, è stato riferito che le emittenti avevano intenzione di procedere con un'azione legale contro CallPlus.
Il 24 giugno 2015 è stato annunciato che le società di media hanno raggiunto un accordo extragiudiziale in base al quale ByPass Network Services, che gestisce il servizio, lo avrebbe interrotto a partire dal 1º settembre 2015.